# Agnieszka Wagner
Agnieszka Wagner (n. 17 decembrie 1970, Varșovia, Polonia) este o actriță de film poloneză. A apărut în peste cincizeci de filme din 1989. A interpretat rolul împărătesei romane Poppaea Sabina, soția împăratului Nero, în filmul din 2001, Unde te duci?, regizat de Jerzy Kawalerowicz.

## Filmografie
- 1988: Dotknięci - Oleńka
- 1991: Beltenebros - polska dziewczyna
- 1992: Pierścionek z orłem w koronie - Wiśka
- 1993: Lista Schindlera (Schindler's List) - dziewczyna w Brinnlitz
- 1993: Motyw cienia (The Hollow Men) - Rita
- 1995: Za co? - Wanda Jaczewska, siostra Albiny
- 1995: Nic śmiesznego - mama Adasia
- 1995: Dzieje mistrza Twardowskiego - matka Twardowskiego
- 1995: Spis cudzołożnic - Beverly, barmanka „z najpiękniejszą szyją” w Lozannie
- 1996: Szamanka - Anna, narzeczona Michała
- 1997: Niosą mnie konie (Несут меня кони) - Nadieżda Fiodorowna
- 1997: Poprzez jezioro (Преку езерото/Preku ezeroto/Across the Lake) - Elena Zlatarowa
- 1997: Ciemna strona Wenus - Ewa Rosner
- 1997: Rozejm (La tregua) - Galina
- 1998: Biały kruk (The white raven) - Zofia
- 1998: Złoto dezerterów - synowa hrabiny
- 1999: Wszyscy moi bliscy (Vsichni moji blizci) - Alena, narzeczona Samuela
- 2000: Król sokołów (Sokoliar Tomáš) - Zofia
- 2001: Ostatni blues (Az Utolsó blues) - Beata, kochanka Andrisa
- 2001: Quo Vadis - Poppaea Sabina, soția împăratului Nero
- 2003: Xero - Marta
- 2004: Poza zasięgiem (Out of Reach) - Kasia Lato
- 2007: Na boso - Dorota
- 2011: Listy do M. - Małgorzata
- 2014: Kamienie na szaniec - matka Janka
- 2015: Listy do M. 2 - Małgorzata